# Denys l'Ancien
Pour les articles homonymes, voir Denys.
Sauf précision contraire, les dates de cet article sont sous-entendues « avant l'ère commune » (AEC), c'est-à-dire « avant Jésus-Christ ».
Denys l'Ancien (en grec ancien Διονύσιος / Dionýsios), né en 431 av. J.-C. et mort en 367 av. J.-C., est un tyran de la colonie grecque de Syracuse, qui connait son apogée sous ce règne. 

## Famille
Il est le fils de Hermocratès (Hermocritos) donc le statut social est plus probablement aristocratique que de basse extraction. On lui connait deux demi-frères cadets, Leptines et Thearidas. 
Il épouse en -406 Callirhoé, une fille d'Hermoctrate. Il épouse en -397, Doris, avec qui il a:
- Denys II (Dionysios), né vers -397, tyran de Syracuse de -367 à -357 puis de -346 à -344;
- Dycaiosyne, né vers -396, épouse vers -384 son oncle Leptines;
- Hermocritos, né vers -385

Il épouse vers -395 Aristomache, fille de Hipparinos, notable Syracusain donc ils ont;
- Hipparinos, né vers -395/0, tyran de Syracuse en -352;
- Sophrosyne, né vers -390, épouse son demi-frère Denys II, tyran de Syracuse;
- Nysaios, tyran de Syracuse de -351 à -346;
- Arete, née vers -390, épouse son oncle paternel Theoridas, puis son oncle maternel Dion, tyran de Syracuse, puis Timocrates.

## Prise de pouvoir
En 406, les Carthaginois, sous le commandement d'Hannibal de Giscon et d'Himilcon, tentent de prendre l'intégralité de la Sicile et s'emparent notamment d'Agrigente, désertée par ses défenseurs. Un jeune Sicilien de 25 ans, Denys, profite alors de l'indignation générale pour se faire connaître. Il renforce également sa position en épousant la fille d'Hermocrate, après avoir marié le beau-frère à sa sœur.
Timée de Tauroménion le décrit comme grand, blond et couvert de taches de rousseur. Pour certains auteurs, il est issu de bonne famille, selon d'autres, il est de basse extraction — lieu commun de la littérature contre les tyrans. La première hypothèse paraît donc plus vraisemblable, d'autant plus que Denys a été un familier du stratège Hermocrate, et que, selon Cicéron, il a reçu une très bonne éducation. 
À l'assemblée syracusaine, Denys réclame la condamnation immédiate et sans procès des généraux responsables de la chute d'Agrigente. La proposition étant illégale, il est mis à l'amende, aussitôt payée par l'un de ses riches amis, Philistos. Denys peut donc garder la parole. Il entraîne la conviction du peuple : les stratèges sont destitués et un nouveau collège est nommé à leur place, parmi lesquels figure Denys.
Outre le contexte des interventions athénienne et carthaginoise, le retour des tyrans, à Syracuse comme ensuite dans d'autres cités siciliotes, peut s'expliquer à la fois par la faible assimilation du modèle de la cité-Nation en Sicile, et par les continuelles luttes entre les cités de l'île. 
Il rappelle aussitôt les citoyens bannis lors du coup de force d'Hermocrate. Envoyé à Géla pour bloquer l'avance carthaginoise, il s'allie avec le Lacédémonien Deixippos, commandant une garnison à proximité. Il se rend également populaire en saisissant et en revendant les biens des riches. L'argent collecté lui permet d'augmenter la solde de ses soldats. Il vide les institutions de l'interlude démocratique de leurs pouvoirs à son profit et mène une politique équilibrée  entre le peuple et les modérés.  
Rentré à Syracuse, il obtient de l'assemblée la destitution de ses collègues et se fait nommer stratêgos autokratôr : stratège unique, doté des pleins pouvoirs. Cependant, le peuple lui refuse une garde personnelle, jugée tyrannique. Denys met alors en scène un faux attentat contre sa personne, à l'instar du tyran athénien Pisistrate. Ses troupes lui accordent alors 600 gardes du corps, nombre bientôt porté à 1 000.

## Consolidation de la tyrannie
Sa lutte contre les Carthaginois n'est pas aisée  : au printemps 406, il échoue à protéger Géla et Camarina, deux cités voisines, et doit donner l'ordre d'évacuer. En somme, il ne fait guère mieux que les stratèges qu'il avait fait destituer au départ. De riches Syracusains en profitent pour tenter de le renverser. Une première tentative échoue grâce aux gardes du corps de Denys. Les forces rebelles menées par les aristocrates syracusains maintiennent malgré tout le siège de la forteresse dans laquelle Denys s'est réfugié. Cependant, Denys parvient à faire échouer la conspiration en faisant appel aux Spartiates. Les aristocrates parviennent tout juste à s'enfuir dans la forteresse d'Etna.
Profitant d'une épidémie de peste dans les rangs des Carthaginois, il conclut en 405 avec ces derniers une première trêve, par laquelle il leur laisse la partie occidentale de l'île. En outre, Messine, Catane, Naxos et les Sikèles doivent être « autonomes », c'est-à-dire hors de l'hégémonie de Syracuse. Cependant, le traité conforte la domination de Denys sur Syracuse. Il en profite pour fortifier l'île d'Ortygie, au large de Syracuse, où il bâtit une forteresse, dans laquelle il loge son cercle proche et ses soldats. Il entoure également Syracuse d'une enceinte de 27 kilomètres dominée par le Château d'Euryale.
Il encourage la production d'armes et en renforce son armée. Il recrute également des ingénieurs pour inventer de nouvelles armes, comme le gastrophète, ancêtre de l’arbalète. C'est à ce moment, selon Diodore de Sicile que sont inventées des machines apparentées à la catapulte (perceuse de boucliers, littéralement), et issues du gastrophète :
- l’oxybèle : sorte de grosse arbalète remontée par treuil, et tirant de grosses flèches (600 à 800 g) qui peuvent percer une file d’hommes ;
- sur le même principe, mais avec un projectile différent, le lithobolos envoie des boulets de pierre sur l’ennemi.

Il encouragea aussi ses poliorcètes à innover, ainsi c'est sous son règne que sont inventées la catapulte et la tour de siège.
Il se constitue également une clientèle en distribuant par lots les terres confisquées à ses ennemis. Mercenaires et esclaves (peut-être des paysans dépendants comparables aux Hilotes spartiates) deviennent ainsi de nouveaux citoyens (neopolitai). 
Il craint durant toute sa vie les complots contre lui, aussi ne se fait-il raser que par ses propres filles, avec des coquilles de mollusques, de peur qu'on tente de l'égorger. Selon Cicéron, avant de visiter l'une de ses deux épouses, Aristomaque de Syracuse et Doris de Locres, il fait fouiller leur chambre, qu'il a fait protéger par un large fossé dont il retire le pont de bois pour empêcher toute intrusion.
Ainsi renforcé, il décide de restaurer l'hégémonie syracusaine et met le siège devant la cité sikèle d'Herbessos. Cependant, les Syracusains se soulèvent et s'allient aux conjurés réfugiés à Etna. Denys doit promettre son départ pour temporiser : il en profite pour recruter des mercenaires campaniens, grâce auxquels il mate la rébellion. Il récupère par trahison les cités de Naxos et Catane, dont les habitants sont réduits en esclavage. Leontinoi se rend et ses habitants sont déportés à Syracuse, où ils reçoivent ensuite la citoyenneté. En 399, Messine et Rhégion se décident à prendre les armes contre Denys, sans succès.
Il multiplie les alliances diplomatiques pour asseoir la puissance de Syracuse sur l'Italie méridionale et la Grande-Grèce à partir du contrôle du détroit de Messine : il fonde Ancône et Adria sur la côte adriatique, s'allie aux Illyriens et avec les Celtes. Il propose de se concilier Rhégion par voie matrimoniale, mais son offre essuie un échec. Son union avec une jeune aristocrate de Locres isole encore davantage Rhégion qui fonde, avec Thurioi, Élée, Metaponte et Tarente la ligue italiote en 390. La ligue est défaite par Denys, et Rhégion se rend à l'issue de onze mois de siège en 386.

## Deuxième guerre contre Carthage
Denys reprend alors son combat contre Carthage. Sa première action est de faire saisir les biens des Carthaginois présents à Syracuse et les bateaux carthaginois mouillant dans le port. Il est imité par les autres cités siciliennes, ce qui lui permet de se faire passer pour le champion du panhellénisme. Au printemps 397, il s'empare de la place forte de Motyé, principale base militaire carthaginoise. La ville est rasée et pillée, et les Grecs ayant combattu avec les Carthaginois sont crucifiés.
Cependant, les Carthaginois contre-attaquent. Le général Himilcon, à la tête de renforts, prend pied en Sicile à Panormos. Sa flotte prend ensuite Messine, qui est entièrement rasée. Denys est finalement vaincu au large du cap Tauroménion par Himilcon. Ce dernier commence alors le siège de Syracuse, mais une nouvelle épidémie de peste affaiblit ses troupes, permettant à Denys de reprendre l'initiative : les Carthaginois sont alors repoussés, permettant au tyran d'augmenter son influence qui s'étend alors sur la Sicile (exception faite de la pointe ouest sous domination carthaginoise), une large partie de la Calabre, la Basilicate, mais aussi sur la côte italienne orientale (Ancône fondée par Denys l'Ancien vers 390 av. J.-C., Adria) et des cités et îles de l'Adriatique (Lissa, Alessio, Pharos). Un accord de paix est signé en 392. 
La guerre contre Carthage reprend entre 383 et 378, marquée par la lourde défaite de Syracuse à Kronion, puis en 368, sans changement significatif des territoires.
Denys meurt en 367 d'un excès de boisson, en fêtant le premier prix de sa tragédie, La Rançon d'Hector, lors d'une fête théâtrale à Athènes, ou d'un empoisonnement à l'initiative de Denys le Jeune, son fils et successeur à la tête de la cité.
Le bilan de son règne est contrasté. « Sourcilleux, cruel, impie, monstrueusement inique envers Platon, soit. Mais il sait dépasser le cadre de la cité, envisage la fusion des races, répand au loin l’hellénisme, donne un essor brillant à l’économie. »

## Homme de lettres
Aimant les lettres, Denys s'entoure d'intellectuels, tels Philistos de Syracuse et Philoxène de Cythère, emprisonné pour avoir critiqué les qualités littéraires du tyran. Platon a visité le prince en 388, espérant pouvoir l'influencer pour qu'il applique la pensée du philosophe, mais ne peut s'empêcher de critiquer la soif de puissance de Denys, ce qui écourte son séjour. 
Son personnage a également nourri quelques mythes : celui de Damoclès, celui de Damon et Pythias, ou encore l'Oreille de Denys, grotte naturelle où selon Le Caravage le prince espionnait les conversations de ses prisonniers. Dans Ménippe ou la nécyomancie § 13, Lucien de Samosate présente Denys l'Ancien (ou Denys le Jeune, le fils du précédent) aux Enfers, jugé pour crimes et sacrilèges, mais finalement acquitté pour la protection qu'il apporta à beaucoup de savants. Son avocat y est Aristippe de Cyrène, considéré comme un sophiste tenant de l'hédonisme et qui servit Denys l'Ancien. Dante le place au sein du septième cercle de l'Enfer de sa Divine Comédie.

## Sources
Les sources de sa biographie viennent essentiellement de Diodore de Sicile qui reprend, à travers Timée, les textes disparus de Philiste de Syracuse intime du tyran dont le portrait qu'il dresse est celui d'un despote éclairé et d'un militaire ingénieux. Platon ne le cite pas nommément dans ses dialogues mais il est probable qu'il parle de lui dans son Gorgias, sa République et son Politique lorsqu'il évoque le tyran. En revanche, les Lettres, dont l'authenticité est incertaine, en particulier la Lettre VII, témoignent de la relation de Platon avec Denys, ainsi qu'avec son beau-frère, Dion, puis avec son fils, Denys II, qui lui succéda.